# 横田克己
横田 克己（よこた かつみ、1884年（明治17年）2月 - 没年不詳）は、朝鮮総督府官僚。

## 経歴
長野県下水内郡飯山町（現在の飯山市）出身。1911年（明治44年）、東京帝国大学法科大学政治科を卒業し、宮城県属となった。1912年（大正元年）に入営のため辞職するが、1914年（大正3年）に長野県警部補となり、警部を経て、1918年（大正7年）に上高井郡長に就任した。
その後、朝鮮総督府に転じ、全羅北道財務部長、同警察部長、仁川府尹を歴任した。